# 200 po vstrecinoi
„200 po vstrecinoi” (rusă 200 по встречной, „200 [km/h] pe contrasens”) este un album de debut al formației ruse de muzică pop și dance t.A.T.u., cunoscute atunci sub numele de Тату (Tatu), lansat la data de 21 mai 2001. Datorită vânzărilor acestui album, t.A.T.u. a devenit prima formație est-europeană să obțină premiul de platină din partea lui IFPI. Versiunea puțin alterată în limba engleză a acestui album, 200 km/h in the Wrong Lane, a primit și ea acest premiu, t.A.T.u. devenind prima formație din istorie care să-l capete pentru același album lansat în două limbi.
În februarie 2002, 200 po vstrecinoi a fost relansat în Rusia. Câteva cântecuri au fost alterate folosind piese instrumentale din 200 km/h in the Wrong Lane. Albumul conține și o piesă adițională, Клоуны (Klounî, însemnând „clovni”), care a apărut la albumul englez sub titlul de „Clowns”, două remixe și pachetul multimedia care conține videoclipuri pentru Ia soșla s uma, Nas ne dogoneat și 30 minut și o galerie de imagini interactivă.

## Listele pieselor
| 1.  | „Zaciem ia” (Зачем я, trad. de ce eu)                                  | 4:07 |
| 2.  | „Ia soșla s uma” (Я сошла с ума, trad. mi-am ieșit din minți)          | 3:30 |
| 3.  | „Nas ne dogoneat” (Нас не догонят, trad. nu ne vor atinge)             | 4:38 |
| 4.  | „Doscitai do sta” (Досчитай до ста, trad. numără până la o sută)       | 4:37 |
| 5.  | „30 minut” (30 минут, trad. 30 de minute)                              | 3:17 |
| 6.  | „Ia tvoi vrag” (Я твой враг, trad. sunt inamicul tău)                  | 4:16 |
| 7.  | „Ia tvoia ne pervaia” (Я твоя не первая, trad. nu sunt cea prima a ta) | 4:17 |
| 8.  | „Robot” (Робот)                                                        | 3:53 |
| 9.  | „Malcik-gei” (Мальчик-гей, trad. băiatul-gay)                          | 3:18 |
| 10. | „Nas ne dogoneat” (HarDrum Remix)                                      | 3:50 |
| 11. | „30 minut” (HarDrum Remix)                                             | 9:15 |

| 1.  | „Klounî” (Клоуны, trad. clovni)                                        | 3:30 |
| 2.  | „30 minut” (30 минут, trad. 30 de minute)                              | 3:17 |
| 3.  | „Doscitai do sta” (Досчитай до ста, trad. numără până la o sută)       | 4:37 |
| 4.  | „Zaciem ia” (Зачем я, trad. de ce eu)                                  | 4:07 |
| 5.  | „Nas ne dogoneat” (Нас не догонят, trad. nu ne vor atinge)             | 4:38 |
| 6.  | „Ia tvoia ne pervaia” (Я твоя не первая, trad. nu sunt cea prima a ta) | 4:17 |
| 7.  | „Robot” (Робот)                                                        | 3:53 |
| 8.  | „Malcik-gei” (Мальчик-гей, trad. băiatul-gay)                          | 3:18 |
| 9.  | „Ia tvoi vrag” (Я твой враг, trad. sunt inamicul tău)                  | 4:16 |
| 11. | „30 minut” (Moscow Grooves Institute Remix)                            | 5:57 |
| 12. | „Malcik-gei” (That Black Remix)                                        | 5:05 |